# 中込佐知子
中込 佐知子（なかごめ さちこ、1972年10月10日 - ）は、日本の女優。所属事務所はトリプルエー。東京都出身。身長158cm。B:83、W:59、H:86、靴のサイズ23cm。血液型A型。趣味はベリーダンス、映画鑑賞。特技は水泳、ジャズダンス、ベリーダンス、タイマッサージ。1991年に舞台『リング・リング・リング』（つかこうへい演出）のオーディションに合格しデビューした。2017年に町田マリーとのユニット「パショナリーアパショナーリア」を立ち上げた。

## 出演

### 映画
- 県庁の星（2006年2月25日） - 内村有紀 役
- ekiden 駅伝（2000年11月18日）
- えんがわの犬（2001年2月）
- 残穢（2016年） - 日下部清子 役
- クローゼット（2020年10月30日） - 久松彩乃 役

### テレビドラマ
- 演技者。（フジテレビ）
- 果つる底なき（フジテレビ）
- 恋ノチカラ（フジテレビ）
- わがままな藤谷美和子様（フジテレビ）
- HEARTにS（フジテレビ）
- 月曜ドラマスペシャル 「ホステス探偵危機一髪1」（1999年） - 立花沙織 役
- さっちゃんウソついてごめんね（TBS）
- 仮面ライダー龍騎（テレビ朝日）
- 土曜ワイド劇場
  - 『特急『白山』六時間〇六分』（テレビ朝日）
  - 弁護士 朝吹里矢子 『嘱託殺人の罠』（2000年、テレビ朝日）
  - 「匿名容疑者 真犯人からの手紙!?」（2001年5月、テレビ朝日）
  - 科学捜査研究所・文書鑑定の女1」（2002年） - 真味原純子 役
  - 「京都・美人女優連続殺人事件」（2010年4月、テレビ朝日）
- 女と愛とミステリー
  - 『伊豆・金沢恩谷焼殺人事件』（テレビ東京）
  - 温泉仲居探偵の事件簿1（2002年10月、テレビ東京）
  - 伊豆・金沢犀賀焼殺人事件!（2003年7月、テレビ東京）
- 恐怖劇場（テレビ東京）
- バースデイ〜こちら椿産婦人科〜（テレビ東京）
- 社長をだせ!（日本テレビ）
- カノン（WOWOW）
- 恋愛キャリア活用会社（NHK）
- 介護ビジネス（NHK）
- 中学生日記（NHK）
- ブラックジャックによろしく（TBS）
- シュプールは行方不明（1994年、日本テレビ）
- NHK大河ドラマ
  - 八代将軍吉宗（1995年）
  - いだてん〜東京オリムピック噺〜（2019年） - 大松美智代（大松博文の妻） 役
- 金曜時代劇 宝引の辰捕者帳（1995年、NHK）
- 禁じられた遊び（1995年、日本テレビ）
- SALE!（1995年、テレビ朝日）
- 金曜時代劇 とおりゃんせ〜深川人情澪通り〜（NHK）
- 奇跡のロマンス（1996年、日本テレビ）
- キャンパスノート（1996年、TBS）
- きっと明日は（1996年、NHK教育） - 高沢真琴・斉藤新助 役（一人二役）
- 花王・愛の劇場 ぽっかぽか3（TBS）
- 水曜ミステリー9 ブランド刑事（テレビ東京）
- 恋のバカンス（1997年、日本テレビ）
- Dear ウーマン スペシャル（1997年、TBS）
- 火曜サスペンス劇場 わが町 8（1997年、日本テレビ）
- 連続テレビ小説 あぐり（1997年、NHK）
- 金のたまご（1997年、TBS）
- はみだし刑事情熱系 III スペシャル（テレビ朝日）
- せつない（1998年、テレビ朝日）
- なにさまっ!（1998年、TBS）
- 傷だらけの女（1999年、フジテレビ）
- サラリーマン刑事2（1999年、フジテレビ）
- 彼女たちの時代（1999年、フジテレビ）
- 貯まる女（2000年、テレビ東京）
- 晴れ着ここ一番（2000年、NHK）
- 永遠の1/2（2000年、TBS）
- 世にも奇妙な物語 秋の特別編（2000年、フジテレビ）
- ココだけの話 第7回（2001年、テレビ朝日）
- スタアの恋（2001年、フジテレビ）
- 私を旅館に連れてって（2001年、フジテレビ）
- 恋するトップレディ（2002年、フジテレビ）
- 世にも奇妙な物語 「マンホール」（2002年、フジテレビ） - 小野寺トモ子
- 真夜中の雨（2002年、TBS）
- 金曜エンタテイメント
  - 「浅見光彦シリーズ 『金沢殺人事件』（2003年、フジテレビ）
  - 「えなりかずきの少年探偵 事件でござる2」（2003年） - 飯田先生 役
- ダイヤモンドガール（2003年、フジテレビ）
- ニコニコ日記（2003年、NHK） - 山川みゆき 役
- 世にも奇妙な物語 秋の特別編 『鍵』（2003年、フジテレビ）
- 共犯者（2003年、日本テレビ）
- 離婚弁護士（2004年、フジテレビ）
- 君が想い出になる前に（2004年、フジテレビ）
- 世にも奇妙な物語 春の特別編 『密告ネット』（2005年、フジテレビ） - 藤本先生 役
- アタックNo.1（2005年、テレビ朝日）
- 翼の折れた天使たち 第四夜『スロット』（2006年、フジテレビ）
- 水曜ミステリー9 「ブランド刑事1」（2006年） - 杉山菊子 役
- きらきら研修医（2007年、TBS）
- LIAR GAME（2007年、フジテレビ） - 麻生ひろみ 役
- 医龍-Team Medical Dragon-2（2007年、フジテレビ） - 黒田早苗 役
- SP 警視庁警備部警護課第四係（2008年、フジテレビ） - 北村泰子（薫の実母） 役
- ロス:タイム:ライフ 第1節（2008年2月、フジテレビ系） - 妊婦 役
- キミ犯人じゃないよね? 第10話（2008年6月、テレビ朝日）
- 星新一ショートショート 第13話『話し声』 第21話『鍵』（2008年、NHK）
- 東京少女真野恵里菜 第2話『さよならお父さん』（2009年2月14日、BS-i） - 二ノ宮ゆき 役
- ヴォイス〜命なき者の声〜　第8話（2009年、フジテレビ）
- 天才てれびくんMAX ビットワールド　（2009年、NHK教育） - サツキ 役
- 金曜プレステージ 松本清張ドラマスペシャル 山峡の章（2010年、フジテレビ） - 小野喜久子 役
- インスタントラーメン発明物語 安藤百福伝（2010年3月5日、毎日放送）
- シバトラ　さらば、童顔刑事スペシャル（2010年5月、フジテレビ）
- おみやさん 第7シリーズ 第7話（2010年6月、テレビ朝日） - 木下美和子 役
- ジョーカー 許されざる捜査官 第1話（2010年7月、フジテレビ）
- スクール!! 第1話（2011年1月16日、フジテレビ）
- BOSS 2ndシーズン 第3話（2011年5月5日、フジテレビ） - 弘子 役
- おひさま 第40話（2011年5月19日、NHK） - 木村ハナの母 役
- もう一度君に、プロポーズ 第3話（2012年5月4日、TBS） - 古内美緒 役
- スペシャルドラマ こうのとりのゆりかご〜「赤ちゃんポスト」の6年間と救われた92の命の未来〜（2013年11月25日、TBS） - 山瀬恵 役
- SMOKING GUN〜決定的証拠〜 第10話（2014年6月11日、フジテレビ） - 大島英美 役
- 出入禁止の女〜事件記者クロガネ〜 第2話（2015年1月22日、テレビ朝日） - 小久保唯 役
- ハル〜総合商社の女〜（2019年） - 半田葉子 役
- 死役所 第7話（2019年11月28日、テレビ東京）
- 警視庁ゼロ係〜生活安全課なんでも相談室〜 第5シリーズ（2021年） - 板野礼子 役
- 相棒 Season20（2021年） - 関田園子 役
- ファーストステップ～世界をつなぐ愛のしるし（2022年3月27日、BSよしもと）[2]
- 『星新一の不思議な不思議な短編ドラマ』『薄暗い星で』（2022年5月31日、NHK BS4K・BSプレミアム）[3]
- 18/40〜ふたりなら夢も恋も〜 第5話（2023年8月8日、TBS）- 早苗 役
- Dr.アシュラ 第5話（2025年5月14日、フジテレビ） - 佐竹里帆の母 役[4]

### CM
- NTT DoCoMo関西
- ジャックスカード
- アース製薬 セポン
- 三菱鉛筆
- エプソン
- コンコルド
- ポケメロJOYSOUND
- 大塚製薬 ファイブミニ
- ノーリツ デカゾー
- ミツカン 金のごまだれ
- ツーカーセルラー東京 シンプル料金シリーズ
- P&G ファブリーズ 2004 梅雨
- アリコジャパン みんなのかんたん定期保険
- アニメ ブラックジャック 番組宣伝
- クラシエ newナイーブ
- 日立 DVDカムWooo
- オートバックス カーAV祭り
- アコーディア・ゴルフ
- ビットワレット Edyカード みんなのEdy
- カネボウ ナイーブ（2007年）

### PV
- MALCO 男はバカなのか俺がバカなのか、男だ☆光るぜ、人らしくないほどに
- 山崎まさよし ADDRESS

### 舞台
- リング・リング・リング 長与千種スペシャル（1991年）
- ずばぬけてさびしいあのひまわりのように（1994年）
- 櫻の園(1994年：青山円形劇場)
- 銀河鉄道の夜（1995年）
- ラフカット '95（1995年）
- カメラ＝万年筆（1997年）
- スターマン（1998年）
- 職員室の午後（1998年）
- ナホトカ（1998年）
- PSY U CHIC 西遊記～仮名絵本西遊記より～（1999年）
- 月猫えほん音楽会（1999年 - 2001年）
- 奇跡の人（2000年）
- 悪戯（2000年）
- 暗い冒険（2001年）
- 傘とサンダル（2003年）
- 葡萄と密会（2004年）
- アイスクリームマン（2005年）
- 乞食と貴婦人（2005年）
- 岸辺の亀とクラゲ（2006年）
- 龍は赤い月を抱く（2006年）
- 恋する妊婦（2008年）
- 一週間フレンズ。（2014年：CBGKシブゲキ!!）
- 絢爛とか爛漫とかーモダンガール版ー（2017年：シアター風姿花伝）
- 40才でもキラキラ！（2018年：京橋ララサロン）
- 今、僕は六本木の交差点に立つ（2019年：天王洲 銀河劇場）
- おもちゃワーカーズ（2024年：ニュー・サンナイ）[5]

### ドラマ・リーディング
- 溺れた世界

### Vシネマ
- 代紋TAKE2 PART 5
- 厄災仔籠

### ラジオ
- NHK-FM 青春アドベンチャー 家族ホテル、夢にも思わない

### DVD
- DVDマガジン ボヌールハイツ（主演）